# Ebenshausen
Ebenshausen är en ortsteil i staden Amt Creuzburg i Wartburgkreis i förbundslandet Thüringen i Tyskland. Ebenshausen var en kommun fram till den 31 december 2019 när den uppgick i Amt Creuzburg. Kommunen Ebenshausen hade 294 invånare 2019.